# Fossey (cràter)
Fossey és un cràter d'impacte en el planeta Venus de 30,4 km de diàmetre. Porta el nom de Dian Fossey (1932-1985), zoóloga i primatòloga estatunidenca, i el seu nom va ser aprovat per la Unió Astronòmica Internacional el 1994.